# ولادیمیر بدناژ
ولادیمیر بدناژ (چکی: Vladimír Bednář؛ زادهٔ ۱ اکتبر ۱۹۴۸) بازیکن هاکی روی یخ اهل چکسلواکی بود.